# Сила есть право
«Сила есть право», или «Выживание наиболее приспособленных» (англ. Might is Right, or The Survival of the Fittest) — книга, выпущенная неизвестным автором под псевдонимом Рагнар Редбёрд (англ. Ragnar Redbeard) в 1896 году. В книге защищаются идеи социального дарвинизма. В своей работе Редбёрд отрицает идеи человеческих или естественных прав и утверждает, что только сила является основанием всякого права.

## Авторство
Существует мнение, что имя является псевдонимом, среди различных версий его приписывают Артуру Десмонду, Джеку Лондону или Амброзу Бирсу, также существует версия что под псевдонимом скрываются два человека (одним из которых также приводится имя Джека Лондона).

### Артур Десмонд
Существует мнение, что псевдоним Рагнар Редбёрд принадлежит австралийскому писателю, поэту, журналисту и издателю Артуру Десмонду, год рождения, год, место и способ смерти которого в различных источниках также различны. Однако существуют различия между взглядами и убеждениями Десмонда и содержанием произведения «Сила есть право». Среди подобных выделяют тот факт, что Артур Десмонд активно сотрудничал с социалистическими и анархистскими кругами, в то время как «Сила есть право» содержит множество критических отзывов, направленных в сторону этих самых кругов. В числе фактов, выступающих за принадлежность псевдонима Десмонду, также выделяют некоторые связи содержания произведения с Австралией и Новой Зеландией, где Десмонд преимущественно жил и работал. По этой же версии произведение было написано в 1893 году в Австралии.

### Джек Лондон
В пользу версии, что псевдоним Рагнар Редбёрд принадлежит Джеку Лондону предъявляется тот факт, что Лондон на стадии своего раннего творчества поддерживал идеи Фридриха Ницше, Герберта Спенсера и Чарльза Дарвина. «Сила есть право» содержит в себе многие идеи, высказанные указанными личностями. Однако при принятии того факта, что «Сила есть право» написано в 1896 году, выходит, что Джек Лондон написал книгу в 19-20 лет. Где-то в это время Лондон начинал свои первые творческие шаги; к тому же написание в 19 лет подобного, насыщенного множеством отсылок, произведения сомнительно. Кроме того, Джек Лондон не писал стихи, в то время как в творчестве Редбёрда присутствует определённое количество стихотворений.

### Сатирическая версия
Согласно этой версии, автор книги не преследовал никаких политических или научных целей, но хотел нарисовать реалистичную картину человеческого общества «Беспристрастно и без прикрас. Посмеиваясь и презрительно сплёвывая.» В частности, ряд исследователей на Западе и вовсе полагает, что «Сила есть право» представляет собой исключительно едкую и злую сатиру, написанную, вероятно, чрезвычайно разозленным на своих собратьев человеком.
И все же, несмотря на массу догадок, определить личность «Редбёрда» до сих пор не удалось. Однако, с большой степенью вероятности можно утверждать, что он был выходцем из Австралии, поскольку неоднократно ссылается на австралийских авторов, имена которых не были известны за пределами этой британской колонии.

## Реакция
В своей книге «Что такое искусство?» Лев Толстой дал комментарий о книге[значимость факта?]:

Искусство это отчасти породило, отчасти совпало с таким же философским учением. Недавно я получил из Америки книгу под заглавием «The survival of the fittest. Philosophy of Power». 1897 by Ragnar Redbeard, Chicago («Выживание наиболее приспособленных. Философия силы» Регнера Редберда. Чикаго. 1897). Сущность этой книги, так, как она выражена в предисловии издателя, та, что оценивать добро по ложной философии еврейских пророков и плаксивых (weeping) мессий есть безумие. Право есть последствие не учения, но власти. Все законы, заповеди, учения о том, чтобы не делать другому того, чего не хочешь, чтобы тебе делали, не имеют в самих себе никакого значения и получают его только от палки, тюрьмы и меча. Человек истинно свободный не обязан повиноваться никаким предписаниям — ни человеческим, ни божеским. Повиновение есть признак вырождения; неповиновение есть признак героя. Люди не должны быть связаны преданиями, выдуманными их врагами. Весь мир есть скользкое поле битвы. Идеальная справедливость состоит в том, чтобы побежденные были эксплуатированы, мучимы, презираемы. Свободный и храбрый может завоевать весь мир. И потому должна быть вечная война за жизнь, за землю, за любовь, за женщин, за власть, за золото. (Нечто подобное высказано было несколько лет тому назад знаменитым утончённым академиком Vogüé.) Земля с её сокровищами «добыча смелого».